# Armoiries de Chypre
 (août 2009).
Si vous disposez d'ouvrages ou d'articles de référence ou si vous connaissez des sites web de qualité traitant du thème abordé ici, merci de compléter l'article en donnant les références utiles à sa vérifiabilité et en les liant à la section « Notes et références ».
Les armoiries de Chypre représentent, sur un fond d'or qui symbolise le cuivre du pays, une colombe d'argent avec un rameau d'olivier dans le bec, le tout symbolisant la paix. Sous la colombe, à la pointe du blason, est écrit en couleur sable « 1960 », année de l'indépendance de Chypre. Le blason est entouré par deux rameaux de laurier unis.

Précédente version (1960-2011)